# إيفرتون كيمارايس فيريرا
إيفرتون كيمارايس فيريرا هو لاعب كرة قدم برازيلي في مركز الوسط، ولد في 14 نوفمبر 1986 في البرازيل. لعب مع نادي غواراني.